# Svensøn (DJ)
Svensøn alias Svenja Schieren (geboren Ende der Achtziger im Dreiländereck Deutschland-Niederlande-Belgien) ist DJ, im Bereich der elektronischen Tanzmusik, speziell dem Genre House.

## Werdegang
In einer musikalischen Familie geboren und aufgewachsen, bekam sie die Liebe zur Musik quasi in die Wiege gelegt. Beeinflusst von unterschiedlichsten Genres aus verschiedenen Epochen entwickelte sich ihr heute sehr breitgefächerter Musikgeschmack, der über die Jahre als DJ zu einem facettenreichen und dennoch klar fokussierten Stil gereift ist. Seit 2017 ist sie neben ihren Resident-Clubs im Dreiländereck regelmäßig auch auf Festivals wie z. B. dem belgischen NoName Festival oder Rave on Snow in Österreich zu hören, bundesweit in Clubs wie Sisyphos und Ritter Butzke in Berlin. im Jahr 2023 veröffentlichte sie ihren ersten Track „Take me to melmac“ „Take me to melmac“ bei Muna Musik.
Während der Corona-Zeit interviewte sie für das Kulturstream-Format „#bunkerliebe“ vom Musikbunker Aachen verschiedene Bands.